# Масанов, Илат
Ила́т Маса́нов (1916, аул Бирлик, Копальский уезд, Семиреченская область, Туркестанский край, Российская империя — 2001, село Бирлик, Кербулакский район, Алматинская область, Казахстан) — старший чабан совхоза «Жоламанский» Гвардейского района Алма-Атинской области, Казахская ССР. Герой Социалистического Труда (1966).

## Биография
Родился в 1916 году в крестьянской семье в ауле Бирлик Копальского уезда (сегодня — Кербулакский район). С раннего возраста трудился в сельском хозяйстве. В 1935 году вступил в сельскохозяйственную артель «Бирлик» (позднее — одноимённый колхоз) Кугалинского района (с 1942 года — район 28 гвардейцев (Гвардейский район), с 1973 года — Кербулакский район). Трудился чабаном. В сентябре 1939 года призван в Красную Армию. С июня 1941 года участвовал в Великой Отечественной войне. Воевал телефонистом, в последние годы войны — в составе 317-го артиллерийского дивизиона «особой мощности» 65-й Армии.
В 1946 году демобилизовался и возвратился на родину, где продолжил трудиться чабаном на ферме № 3 колхоза «Бирлик» (позднее — колхоз «Заря коммунизма», с 1962 года — совхоз «Жоламанский») Гвардейского района.
Ежегодно показывал высокие трудовые результаты в овцеводстве. С 1963 по 1966 год повысил сохранность ягнят до 99,7 %, получал в среднем по 113—121 ягнят от каждой сотни овцематок. В 1965 году вырастил в среднем по 150 ягнят от каждой сотни овцематок и настриг с каждой овцы в среднем 4 — 5 килограммов шерсти. Указом Президиума Верховного Совета СССР от 22 марта 1966 года удостоен звания Героя Социалистического Труда за «достигнутые успехи в развитии животноводства, увеличении производства и заготовок мяса, молока, яиц, шерсти и другой продукции» с вручением ордена Ленина и золотой медали «Серп и Молот» (№ 11296).
После выхода на пенсию проживал в родном селе Бирлик Кербулакского района. Умер в 2001 году.
Награды
- Герой Социалистического Труда
- Орден Ленина
- Орден «Знак Почёта» (28.03.1958)
- Медаль «За отвагу» (06.07.1944)